# 黄海北道
黄海北道（ファンヘブクどう、朝鮮語表記：황해북도）は、朝鮮民主主義人民共和国（北朝鮮）南西部に位置する行政区。歴史上は黄海南道とともに黄海道を形成していたが、1949年に分割され現在に至る。

## 概要
東は江原道、西は黄海南道と南浦特級市、北は平壌直轄市、南は大韓民国京畿道に接している。金、石灰石、タングステンなど地下資源が豊富。昔からりんごの生産が盛んである。
第二次世界大戦後、日本統治時代の黄海道・京畿道の範囲に北緯38度線が走っていたことで、黄海道・京畿道は南北に分断される。京畿道の主要な都市をはじめとする面積の大部分は南側に属したため、1945年11月に北朝鮮は京畿道長湍郡・開豊郡を黄海道に編入した。しかし、2002年の開城直轄市解体に至るまで、長湍郡、開豊郡、板門郡は、同市の下位行政区にあった。その後、2019年10月に再び開城市・開豊郡が開城特別市として黄海北道から分離され、2023年2月には長豊郡も開城特別市に編入された。

## 黄海北道の下位行政区画

### 市部
- 沙里院市 - 사리원시【沙里院市】Sariwŏn-si （サリウォン=シ、黄海北道道都）
- 松林市 - 송림시【松林市】Songrim-si （ソンニム=シ）

### 郡部
- 黄州郡 - 황주군【黃州郡】Hwangju-gun （ファンジュ=グン）
- 鳳山郡 - 봉산군【鳳山郡】Pongsan-gun （ポンサン=グン）
- 燕灘郡 - 연탄군【燕灘郡】Yŏnthan-gun （ヨンタン=グン）
- 銀波郡 - 은파군【銀波郡】Ŭnpha-gun （ウンパ=グン）
- 瑞興郡 - 서흥군【瑞興郡】Sŏhŭng-gun （ソフン=グン）
- 平山郡 - 평산군【平山郡】Phyŏngsan-gun （ピョンサン=グン）
- 金川郡 - 금천군【金川郡】Kŭmchŏn-gun （クムチョン=グン）
- 麟山郡 - 린산군【麟山郡】Rinsan-gun （リンサン=グン）
- 兎山郡 - 토산군【兔山郡】Thosan-gun （トサン=グン）
- 新渓郡 - 신계군【新溪郡】Sinkye-gun （シンゲ=グン）
- 谷山郡 - 곡산군【谷山郡】Koksan-gun （コクサン=グン）
- 延山郡 - 연산군【延山郡】Yŏnsan-gun （ヨンサン=グン）
- 新坪郡 - 신평군【新坪郡】Sinphyŏng-gun （シンピョン=グン）
- 遂安郡 - 수안군【遂安郡】Suan-gun （スアン=グン）
- 中和郡 - 중화군【中和郡】Junghwa-gun （チュンファ=グン）
- 祥原郡 - 상원군【祥原郡】Sangwŏn-gun （サンウォン=グン）
- 勝湖郡 - 승호군【勝湖郡】Sŭngho-gun （スンホ=グン）